# Бібліотека № 135 (Київ)
Бібліотека № 135 Шевченківського району м.Києва.

## Адреса
04111 м.Київ вул. Салютна, 19 тлф 443-91-82

## Характеристика
Площа приміщення бібліотеки — 136 м², книжковий фонд — 11,6 тис. примірників. Щорічно обслуговує 1,5 тис. користувачів, кількість відвідувань за рік — 10,0 тис., книговидач — 34,0 тис. примірників.

## Історія бібліотеки
Створена на громадських засадах мешканцями мікрорайону як бібліотека при ЖЕКу. Згодом стала бібліотечним пунктом Центральної бібліотеки Радянського району м. Києва. З 1987 року входила до складу ЦБС Радянського району, а з 2001 року — Шевченківського району. Тут працює пункт Червоного Хреста району, де можна отримати першу медичну допомогу.